# Human relations movement
Human relations movement handlar om att studera gruppbeteende i specifika arbetsgrupper. 
Arbetssociologer och psykologer studerade faktorer med taylorismen som kunde tänkas påverka produktiviteten. Man införde en arbetsorganisation som var mer inriktad på mänskliga faktorer.
Fyra förenklade punkter som sammanfattar human relations rörelsen:
1. Det ska inte bara vara ledningen som bestämmer hur mycket som ska produceras utan även själva arbetsgruppen ska vara med och bestämma på grund av sociala normer.
2. Beröm, hot och tillsägelser påverkar arbetarnas sätt att arbeta. Arbetaren vill ha uppmärksamhet, trygghet och intresse och inte bara pengar.
3. Den enskilda individen påverkas mycket av vad de andra i gruppen tycker och säger.
4. En formell och informell ledare har tillsammans stor betydelse för att genomdriva gruppnormer. De anger minimi- och maximiprestationer.